# Joaquín Toscani
Pour les articles homonymes, voir Toscani (homonymie).
Joaquín Toscani né le 25 février 2002, est un joueur argentin de hockey sur gazon. Il évolue au poste de milieu de terrain à Banco Provincia et avec l'équipe nationale argentine.

## Biographie
Son frère Lucas Toscani est également international argentin de hockey sur gazon.

## Carrière
- Débuts en U21 en août 2021 pour la coupe d'Amérique U21 2021.
- Il fait partie de l'équipe nationale première en mars 2022 pour concourir à la Ligue professionnelle 2021-2022[2].

## Palmarès
- : 1er à la coupe du monde des moins de 21 ans en 2021[3].